# 독일의 법집행
독일의 법집행은 헌법상 국가에만 부여되어 있으며 이는 독일 정치 체제의 주요 특징 중 하나이다.
치안 유지는 1871년 독일이 통일된 이후에도 항상 독일 국가의 책임이었다. 1919년 바이마르 공화국 헌법은 필요하다면 국가 경찰을 창설할 수 있는 가능성을 규정했지만, 게슈타포(비밀국립경찰)가 중앙 통제 하에 통합되고 국가 경찰이 창설된 것은 나치 시대에야 가능했다. 경찰은 중앙집권국가와 나치당의 도구가 됐다. 1945년의 패배 이후 독일은 분열되었다. 1949년에는 서부 3개 지역이 새로운 서독으로 바뀌었고, 소련 지역은 동독이 되었다. 각 국가는 법집행과 관련하여 서로 다른 길을 추구했다.

## 같이 보기
- 미국의 법집행
- 관세형사청